# Automata I
Automata I är det amerikanska progressive metal-bandet Between the Buried and Mes åttonde studioalbum, utgivet i mars 2018 på Sumerian Records, bandets första musiksläpp på detta bolag. Skivan följdes av Automata II senare samma år. De båda albumen är konceptplattor som tematiserar drömmar och hur man kan kontrollera dem.
Albumet nådde plats 35 på Billboard-listan.
Musikvideor spelades in till "Condemned to the Gallows" och "Millions".

## Låtlista
Alla låtar är komponerade av Between the Buried and Me.
| Nr | Titel                          | Längd |
| -- | ------------------------------ | ----- |
| 1. | "Condemned to the Gallows"     | 6:35  |
| 2. | "House Organ"                  | 3:41  |
| 3. | "Yellow Eyes"                  | 8:45  |
| 4. | "Millions"                     | 4:43  |
| 5. | "Gold Distance" (instrumental) | 1:02  |
| 6. | "Blot"                         | 10:27 |

## Medverkande
Musiker
- Tommy Giles Rogers – sång, keyboard
- Paul Waggoner – gitarr
- Dustie Waring – gitarr
- Dan Briggs – basgitarr
- Blake Richardson – trummor

Bidragande musiker
- Cameron MacManus – trombon, barytonsaxofon
- Jonathan Wiseman – trumpet
- Kris Hilbert – piano
- Jamie King – piano

Produktion
- Jamie King – producent, inspelningstekniker
- Between the Buried and Me – producent
- Kris Hilbert – producent
- Kevin King – producent
- Jens Bogren – mixning, mastering
- Corey Myers – art direction, layout, foto
- Aaron Strelecki – foto
- Andrew Strelecki – foto